# Vladislav Ier de Bohême
Vladislav Ier, né vers 1065 et mort le 12 avril 1125, est un prince des Přemyslides, fils du roi Vratislav II de Bohême et de Świętosława de Pologne. Il fut duc de Bohême de 1109 à 1117 et à nouveau de 1120 jusqu'à sa mort. Son règne a été assombri par la persistance de nombreux conflits au sein de la dynastie.

## Biographie

### Famille
Vladislav est un fils cadet de Vratislav II, duc de Bohême depuis 1061, et de sa seconde épouse Świętosława, une fille du duc Casimir Ier de Pologne. Un serviteur fidèle de la dynastie franconienne pendant la révolte des Saxons, son père reçut la dignité royale attribuée par l'empereur Henri IV en 1085. 
Au cours de ses dernières années, Vratislav II était impliqué dans des conflits avec ses frères cadets, les princes moraviens Conrad de Brno et Othon d'Olomouc, ainsi qu'avec son fils aîné Bretislav II. À sa mort en 1092, son frère Conrad, désigné successeur selon la règle de séniorat, monte sur le trône ; cependant, les conflits au sein de la dynastie se sont poursuivis. Conrad est mort huit mois plus tard et Bretislav II a combattu ses fils Ulrich de Brno (Oldřich) et Luitpold de Znojmo qui ont dû fuir de leurs domaines en Moravie. En plus, Bretislav a nommé son demi-frère cadet Bořivoj II son successeur en violation du séniorat, mais avec le soutien de l'empereur. 
Il en a résulté une guerre civile après la mort de Bretislav II le 22 décembre 1100. Après l'abdication de l'empereur Henri IV, des combats ont éclaté et Bořivoj II fut finalement renversé par les forces de son cousin Svatopluk Ier, fils du prince Othon d'Olomouc, en 1107.  

### Règne
Ce n'est qu'après l'assassinat de Svatopluk, le 21 septembre 1109, que Vladislav Ier est reconnu duc, au détriment de son frère aîné Bořivoj II. Il se heurte rapidement à Bořivoj qui fit valoir ses droits et, aidé par le duc polonais Boleslas III le Bouche-Torse, réussit à s'installer à Prague en décembre. 
Le nouveau roi Henri V, toutefois, prend le chemin de la Bohême où il arriva au début de l'an 1110. Il mande devant lui les deux prétendants, reconnaît Vladislav et emmène son rival sous bonne garde au château de Hammerstein sur le Rhin. En 1114, Vladislav a reçu le titre d'échanson d'Empire.
Le duc doit également faire face aux prétentions du frère de Svatopluk, le prince moravien Othon II d'Olomouc, qu'il chasse de son fief entre 1110 et 1113. À deux reprises en 1111 et 1113 Vladislav Ier fut ensuite attaqué à son tour par son frère cadet Sobeslav réfugié en Pologne. En 1115 la médiation de Boleslas III le Bouche-Torse amène bien une réconciliation mais celle-ci est suivie en 1123 d’une nouvelle rupture et d’une nouvelle fuite de Sobeslav.
En 1117 Vladislav Ier a accepté de se réconcilier avec son frère Bořivoj II et de partager avec lui le duché. Cette entente dura peu car à la suite d'une nouvelle querelle en août 1120 Bořivoj se retire en Hongrie où il meurt le 2 février 1124. Bien que l'empereur Henri V ait réussi finalement à imposer Vladislav Ier, les luttes internes en Bohême ne cessent pas. 
Au début de l'année 1125 Vladislav Ier tombe malade, Sobeslav revient une fois de plus en Bohême et grâce à l'appui de leur mère Świętosława il réussit à succéder à son frère mort le 12 avril 1125 au détriment d'Othon II d'Olomouc qui est débouté une nouvelle fois de ses prétentions et privé de nouveau et définitivement de son fief.

## Union et descendance
De son union avec Richenza (morte le 27 novembre 1125), fille du comte Henri de Berg-Schelklingen, Vladislav Ier laissait une fille et trois fils qu’il confia à la garde de son frère Sobeslav Ier :
- Swatana mariée en 1124 avec Frédéric III, comte de Diessen ;
- Vladislav II, élu duc de Bohême en 1140,  le deuxième souverain à obtenir le titre de roi en 1158 ;
- Děpold Ier (mort le 15 août 1167), prince de Jemnice en Moravie dont la lignée s'éteindra à la mort de son arrière-petit-fils Boleslav (+ 1241) ;
- Henri (Jindřich, mort en 1169), père de Bretislav III, évêque de Prague et duc de Bohême.

Vladislav et Richenza ont renforcé la colonisation de leur pays favorisant l'éclosion de l'abbaye de Kladruby en 1115.